# Tai nạn tàu hỏa Manfalut
Tai nạn giữa xe buýt và tàu hỏa gần Manfalut, Ai Cập diễn ra vào ngày 17 tháng 11 năm 2012 tại tỉnh Assiut, miền Trung Ai Cập, 350 km về phía nam Cairo, tai nạn xảy ra khi một đoàn tàu hỏa đâm xe buýt chở trẻ em. Các nạn nhân trẻ em bị thiệt mạng có độ tuổi từ 4-6 và người lái xe cũng bị thiệt mạng khi điều khiển xe buýt chở 60 em và bị tàu đâm tại Manfalut, miền trung Ai Cập, cách Cairo 350 km về phía nam. 

## Diễn biến
Cần chắn tại đường ngang đang mở khi xe buýt lưu thông qua và khi bị tàu hỏa đâm. Đoàn tàu đã kéo lê xe buýt thêm khoảng 1 km dọc theo đường sắt. Nhiều gia đình đã đi dọc đường ray để tìm thi thể người thân. Vụ tai nạn đã khiến ít nhất 50 học sinh thiệt mạng và 17 người bị thương. Bộ trưởng Giao thông Ai Cập và người đứng đầu ngành đường sắt đã từ chức sau vụ tai nạn thảm khốc này. Nhân viên gác chắn được cho là đang ngủ lúc xảy ra tai nạn và đã bị bắt giữ.
Ông Ibrahim El-Zaafrani, tổng thư ký Ủy ban cứu trợ Hiệp hội Bác sĩ Ả Rập, nói rằng sẽ bồi thường cho các gia đình có người thiệt mạng 10.000 LE  (khoảng 1.600 USD) và 5.000 LE (khoảng 800 USD) cho gia đình có người bị thương. 